# G1 fáze

Schéma buněčného cyklu

G1 fáze je období buněčného cyklu navazující na mitózu. Označení je odvozeno z anglického growth (růst), protože buňka, která právě prošla dělením, nyní potřebuje dosáhnout původní velikosti buňky mateřské. Tato fáze je zpravidla nejdelším úsekem buněčného cyklu. V buňce probíhá intenzivní sestavování nových organel vyžadující syntézu mnoha proteinů, jak strukturních, tak i enzymů a regulačních proteinů. Trvání G1 fáze závisí na dostupnosti živin a koncentraci růstových faktorů v okolí buňky. Proliferující lidská buňka, která se rozdělí v průměru jednou za 24 hodin, stráví v G1 fázi i za optimálních podmínek kolem 9 hodin.
Na konci G1 fáze má buňka několik možností, jak pokračovat dále. Většina buněk v těle mnohobuněčného organismu po určitém počtu dělení přechází do klidového stádia, tzv. G0 fáze, kde po určitou dobu (někdy až do konce života) setrvávají a nedělí se. Buňky v příznivých podmínkách vystavené působení růstových faktorů mohou po překonání kontrolního bodu G1 vstoupit do S fáze a navázat dalším buněčným dělením.